# رهوزگ
رهوزگ یک روستا در ایران است که در دهستان نهارجان شهرستان سربیشه واقع شده‌است. رهوزگ ۴۱ نفر جمعیت دارد.